# 대왕바리
대왕바리(Epinephelus lanceolatus)는 농어목에 바리과에 속하는 어류이다. 자이언트 그루퍼(Giant grouper)라는 이름으로도 불리며 바리과의 어종 중에선 가장 큰 개체에 속한다. 굉장히 큰 대형 어류에 속하는 어류이며 몸길이가 자그마치 324cm를 상회하고 무게도 700kg가 나가는 어류이다.

## 특징과 먹이

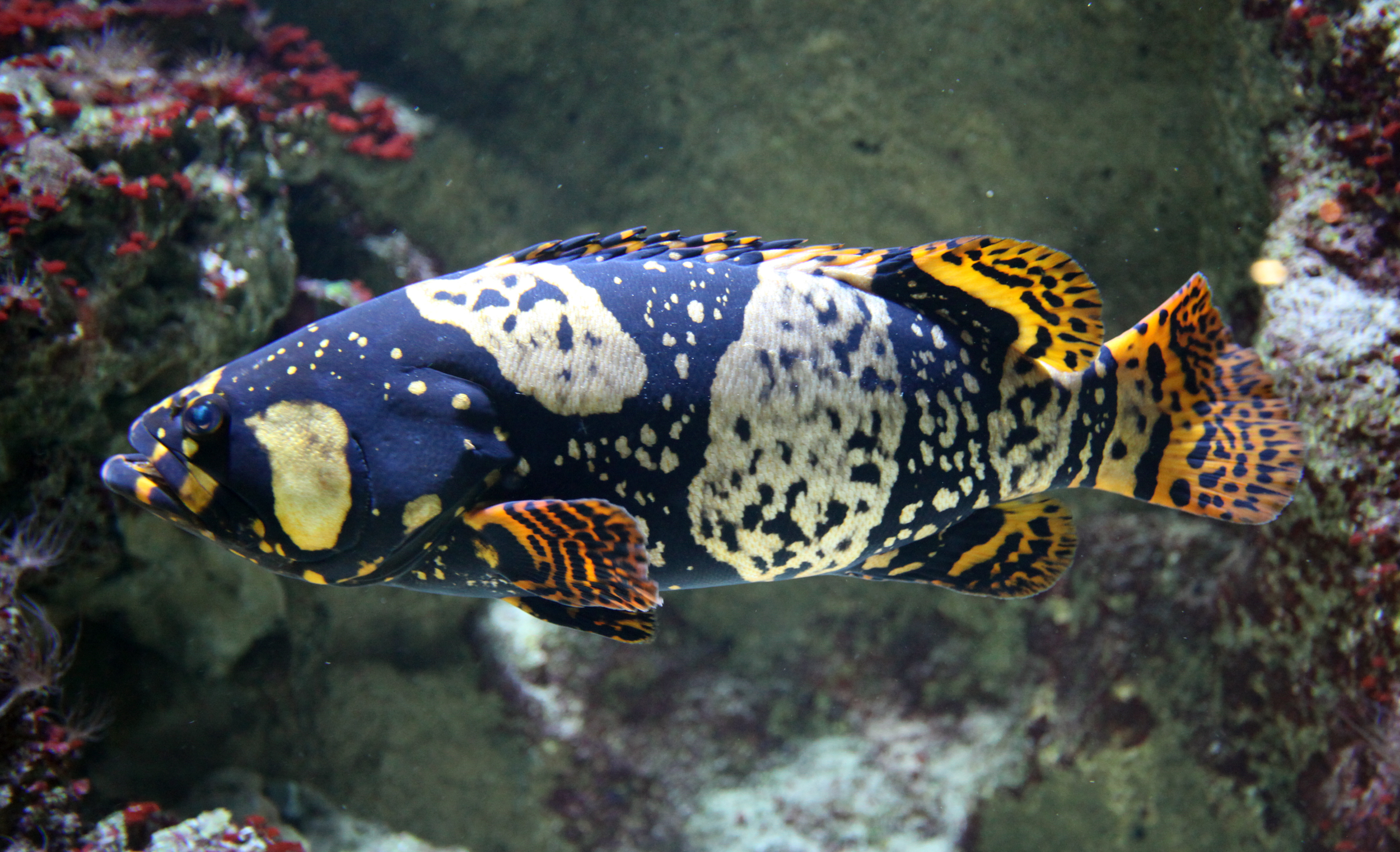
대왕바리 치어

대왕바리는 굉장히 큰 어류이며 바리과에서도 단연 압도적인 크기를 자랑한다. 또한 환경에 따라 자신의 몸색깔을 바꾸는것도 가능한 물고기이다. 또한 먹성이 굉장히 좋은 물고기로 작은 물고기부터 시작해 오징어, 문어와 같은 두족류와 갑각류는 물론이고 심지어 소형 상어 등도 먹이로 삼는 물고기이다. 힘도 굉장히 쌔서 잠수부들이 잡은 물고기를 낚아채는 일도 비일비재하다. 이빨도 날카로우며 경골어류 중에서도 가장 큰 크기에 속하는 어류이기에 바다의 생태계에서도 상위의 포식자에 속한다.

## 주요 서식지와 그외 이야기
대왕바리는 일본, 오스트레일리아, 미국 하와이주 인근에 태평양 일대에 주로 서식하며 주로 암초와 산호초 지역인 5 ~ 50m의 표해수층에 주로 서식한다. 물고기로서는 식용이 가능하지만 큰 개체는 시가테라라는 독을 가진 성분이 있기에 조심해야 한다. 또한 자기의 영역 간에 세력권 수호를 철저히하며 그로 인해 영역 다툼도 잦은데 몸을 떨며 입을 크게 벌리고 부레로 상대방을 위협하는 소리가 폭발음이 연상될 정도로 크다. 짝짓기로 불리는 산란기는 6월 ~ 8월경의 여름이며 이때는 힘 센 수컷이 암컷을 차지하기 위해 수컷간의 다툼도 치열하다. 현재는 멸종위기종으로 지정되었기에 보호를 받는 어종이다.
1. ↑  環境省版海洋生物レッドリストの公表について 環境省レッドリスト2017 （環境省・2021年1月3日に利用）